# 仁木町
仁木町（日语：／ Niki chō */?）是北海道後志綜合振興局北部的城鎮，全境位於余市川的中游流域及週邊山脈。當地的平地和上游的大江地區主要用於水田，仁木地區以及山區則用於果園。當地主要產業為農業，生產蘋果、葡萄、櫻桃和蔬菜等農產品。町名源自最早來到此地開墾的領導人仁木竹吉的姓氏。

## 人口
| 仁木町人口分布圖 |                                               |  |
| 仁木町與日本全國年齡別人口分布比較圖 （2005年資料） | 仁木町的年齡、男女別人口分布圖 （2005年資料） |  |
| ■紫色是仁木町 ■綠色是全国 | ■藍色是男性 ■紅色是女性                       |  |
| 仁木町人口變化 \| 1970年 \| 6,468人 \| \| \| 1975年 \| 5,897人 \| \| \| 1980年 \| 5,467人 \| \| \| 1985年 \| 4,959人 \| \| \| 1990年 \| 4,595人 \| \| \| 1995年 \| 4,293人 \| \| \| 2000年 \| 4,111人 \| \| \| 2005年 \| 3,967人 \| \| \| 2010年 \| 3,801人 \| \| \| 2015年 \| 3,498人 \| \| \| 2020年 \| 3,180人 \| \| |                                               |  |
| 資料來源：日本總務省統計中心提供之人口普查數據 |                                               |  |
| 1970年 | 6,468人                                       |  |
| 1975年 | 5,897人                                       |  |
| 1980年 | 5,467人                                       |  |
| 1985年 | 4,959人                                       |  |
| 1990年 | 4,595人                                       |  |
| 1995年 | 4,293人                                       |  |
| 2000年 | 4,111人                                       |  |
| 2005年 | 3,967人                                       |  |
| 2010年 | 3,801人                                       |  |
| 2015年 | 3,498人                                       |  |
| 2020年 | 3,180人                                       |  |

## 歷史
1875年來自德島縣的仁木竹吉來到北海道調查後，於1879年11月從家鄉帶領360多人從小樽進入北海道，來到此地建村定居並進行開墾，為此地最早的開墾紀錄。三年後的1882年7月，來自山口縣的19戶98人移民進入大江地區建村進行開墾。此兩批移民成為現在仁木村最早的居民。

### 年表
- 1880年3月：開拓使公告設置仁木村。
- 1883年3月：公告設置大江村。
- 1884年：設置仁木村外2村戶長役場，管轄仁木村、大江村、山道村。
- 1899年5月27日：赤井川村從大江村分村。
- 1902年4月1日：仁木村、大江村、山道村合併為大江村，並成為北海道二級村。
- 1915年4月1日：大江村成為北海道一級村。
- 1964年11月1日：改名為仁木町。

## 交通

### 鐵路
- 北海道旅客鐵道
  - 函館本線：銀山車站 - 然別車站 - 仁木車站

### 道路
| 一般國道 - 國道5號（稻穗國道） | 主要地方道 - 北海道道36號余市赤井川線 道道 - 北海道道455號仁木停車場線 - 北海道道755號然別余市線 - 北海道道1022號仁木赤井川線 |

### 客運
- 二世古巴士（日语：ニセコバス）
- 北海道中央巴士（日语：北海道中央バス）

## 教育
高等學校
- 北海道藝術高等學校（日语：北海道芸術高等学校）

中學校
- 仁木町立仁木中學校
- 仁木町立銀山中學校

小學校
- 仁木町立仁木小學校
- 仁木町立銀山小學校

## 姊妹、友好都市

### 日本
- 川島町（日语：川島町 (徳島県)）（德島縣麻植郡）：為仁木町建立者仁木竹吉的出身地，兩町於1974年5月締結姊妹町；直到2004年10月1日川島町合併為吉野川市時解除。

## 外部連結
- （日語）仁木町觀光協會 （页面存档备份，存于）
- （日語）仁木町商工會 （页面存档备份，存于）